# جويل فيغيروا
جويل فيغيروا (بالإنجليزية: Joel Figueroa)‏ هو لاعب كرة قدم أمريكية أمريكي، ولد في 29 يونيو 1989 في ميامي في الولايات المتحدة.